# Максименко, Александр Петрович
Алекса́ндр Петро́вич Максиме́нко (1923, дер. Александровка Томской губернии (ныне — Кемеровской области) — 16 июля 1944, с. Внуковцы Станиславской (ныне Ивано-Франковской) области) — командир стрелкового батальона 574-го стрелкового полка 121-й стрелковой дивизии 60-й армии Центрального фронта, майор. Герой Советского Союза.

## Биография

### Ранние годы
Александр Максименко родился в русской крестьянской семье в 1923 году в деревне Александровка Томского уезда Томской губернии (впоследствии Александровский сельсовет был включён в состав Юргинского района Кемеровской области, в 1959 году Александровский сельсовет был присоединён к Проскоковскому сельсовету, а в 1978 году населённый пункт Александровка был упразднён). Окончив среднюю школу, был рабочим в буровой разведке.

### Участие в Великой Отечественной войне
С февраля 1942 года Максименко служил в Красной Армии. В том же году окончил Новосибирское военно-пехотное училище и был направлен на фронт. В 1943-м году был принят в ряды ВКП(б).
28 сентября 1943 года командир батальона 574-го стрелкового полка 121-й стрелковой дивизии 60-й армии Центрального фронта капитан А. Максименко одним из первых в полку с вверенным ему стрелковым батальоном без вспомогательных переправочных средств форсировал Днепр в районе села Глебовка Вышгородского района Киевской области Украины. Овладев плацдармом на западном берегу Днепра, отразил несколько вражеских контратак превосходящего по силе противника, нанеся ему большие потери в живой силе и технике.
30 сентября 1943 года в бою за село Ясногородка Вышгородского района капитан А. П. Максименко был тяжело ранен, но не покинул поле боя и продолжал успешно командовать батальоном, отражая контратаки врага.
Указом Президиума Верховного Совета СССР от 17 октября 1943 года за умелое командование стрелковым батальоном, образцовое выполнение боевых заданий командования на фронте борьбы с немецко-фашистским захватчиками и проявленные при этом мужество и героизм капитану Максименко Александру Петровичу присвоено звание Героя Советского Союза с вручением ордена Ленина и медали «Золотая Звезда» (№ 1181).
16 июля 1944 года в бою у села Внуковцы Ивано-Франковской области Украины майор Максименко погиб.
Похоронен в городе Тернополь в парке Славы.

## Награды
- Медаль «Золотая Звезда».
- Орден Ленина.
- Орден Красного Знамени.
- Орден Александра Невского.
- Орден Красной Звезды.

## Память
- Памятник-бюст А. Максименко на Аллее Славы в Старом парке ТернополяИменем А. П. Максименко названы:
  - юргинская школа № 1[4],

Памятник-бюст А. Максименко на Аллее Славы в Старом парке Тернополя

  - улица в Заводском районе города Кемерово,
  - улица в городе Юрга Кемеровской области.
- На фасаде здания школы, в которой учился А. П. Максименко, установлена мемориальная доска.
- В Тернополе установлен бюст А. П. Максименко[5].
- В городе Юрга проводится традиционный межрегиональный турнир по греко-римской борьбе памяти Героя Советского Союза А.П.Максименко￼